# The Wheels on the Bus
The Wheels on the Bus è una canzone folk statunitense scritta da Verna Hills (1898–1990) e pubblicata nel 1939.
È una canzone per bambini popolare nel Regno Unito, negli Stati Uniti, in Australia e in Canada, ed è spesso cantata da bambini durante viaggi in autobus come passatempo. Ha un ritmo molto ripetitivo, rendendo la canzone facile da cantare per molte persone, in un modo simile alla canzone 99 Bottles of Beer.

## Fonti
Si basa sulla filastrocca inglese Here We Go Round the Mulberry Bush.

## Versioni
Di solito la strofa è seguita da "The wipers on the bus go swish swish swish" (con movimento correlato), "the horn on the bus goes beep beep beep" and "the people on the bus go up and down" (con movimento correlato). Alcune versioni sostituiscono "bounce up and down" con "go up and down" e alcune moderne registrazioni commerciali della canzone nei giocattoli per bambini semplificano la melodia copiando le note da 7 a 9 nelle note da 13 a 15.
La canzone è talvolta cantata sulle note di Buffalo Gals, come nella versione di Raffi Cavoukian.

### Cover di Mad Donna
Nel 2002, l'imitatrice statunitense di Madonna "Mad Donna" (Michelle Chappel) ha pubblicato un singolo che campionava la filastrocca, su una versione di Ray of Light di Madonna sul quale veniva cantata la classica canzone per bambini. Il singolo raggiunse la posizione n. 17 nel Regno Unito ed entrò in classifica anche altrove in Europa.

## Adattamenti in altre lingue
La canzone è molto popolare tra i bambini in diverse altre lingue.
In lingua italiana è resa come Le ruote del bus o Il bus o Le ruote del tram.